# Tsiporah Meiran
Tsiporah Meiran (née à Nice en 1975) est une luthiste et compositrice française.
Elle a enregistré en 2010 l'album Research for Lute qui comprend des compositions de Francesco da Milano (1497-1543) d'une part, et des œuvres contemporaines de sa composition d'autre part. L'enregistrement a été réalisé sur un luth Pierre Abondance, un des luthiers ayant restauré la collection d'instruments anciens du Conservatoire de Paris - depuis 1997 la collection est exposée dans le Musée de la musique de la Cité de la musique à Paris -, et qui reprend les techniques de construction des instruments historiques de la Renaissance.

## Discographie
- Tsiporah Meiran, Francesco da Milano : Research for Lute, Band of Hippies, 2010.